# Distrito de Unna
Unna (en alemán: Kreis Unna), distrito de la región de Arnsberg, en el estado de Renania del Norte-Westfalia, Alemania.

## Historia

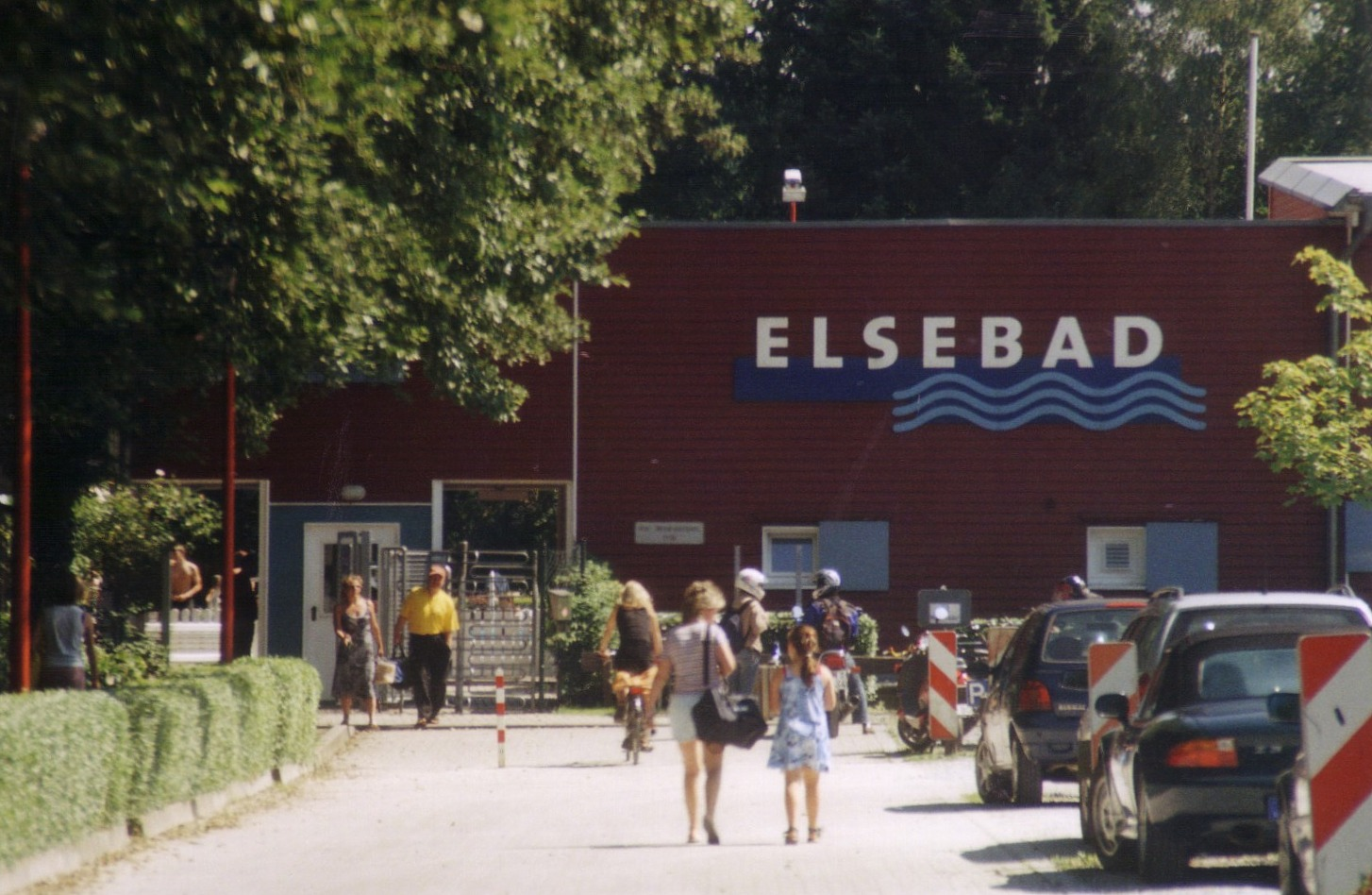
Elsebad.

- Siglo XIX, la Revolución industrial transforma las numerosas localidades de le región que hasta ese momento solo habían sido pequeñas poblaciones.
- años 1920, en el contexto de las reparaciones impuestas a Alemania en el Tratado de Versalles (1919), el Ruhr fue ocupada por tropas belgas y francesas entre 1923 y 1925. Esta situación provocó la "Ruhrkampf" que fue sostenida por el régimen de Weimar.
- 1945, al final de la Segunda Guerra Mundial la Ruhr es ocupada por los Británicos y los estadounidenses.
- 1949, los aliados establecen una comisión internacional que vigila la producción regional de carbón y acero.
- 1950, Robert Schuman pronuncia la declaración, en la que propone integrar las industrias del carbón y del acero de Europa Occidental.
- 1951, la comisión internacional es suprimida tras la entrada en funcionamiento la Comunidad Europea del Carbón y del Acero (CECA), considerada como la "semilla" de la actual Unión Europea (UE).
- años 1960, la demanda mundial de carbón disminuye drásticamente. La región inicia la reestructuración de sus industrias.
- 1975 al distrito de Unna, se incorpora el pueblo de Lünen.
- 1979, las comunas de la Ruhr son reagrupadas en la comunidad de comunas de la Rurh, una colectividad con estuto particular ocupada de cuestiones administrativas.

Ver: Departamento del Roer, Confederación del Rin, Confederación Germánica y Unión Aduanera del Norte de Alemania.

## Organización político-administrativa
| Ciudades                                      | Ciudades                             | Municipalidades         |
| --------------------------------------------- | ------------------------------------ | ----------------------- |
| 1. Bergkamen 2. Fröndenberg 3. Kamen 4. Lünen | 1. Schwerte 2. Selm 3. Unna 4. Werne | 1. Bönen 2. Holzwickede |

## Geografía
Limita al N con el distrito de Coesfeld, al NE con la ciudad de Hamm, al E con el distrito de Soest, al S con el distrito de Märkischer Kreis, al SO con las ciudades libres de Hagen y Dortmund, y al NO con el distrito de Recklinghausen.
Por el territorio del distrito fluyen los ríos Ruhr y Lippe.